# حسن أوزمن البياتي
حسن أوزمن (توفي عام 2020)، وهو اعلامي وسياسي عراقي تركماني معروف شغل منصب نائب في البرلمان العراقي للفترة (2010-2014). وكان مرشحاً لوزارة العمل في تشكيلة محمد توفيق علاوي.

## سيرته
حسن أوزمن البياتي هو اعلامي وسياسي من مؤسسي منظمة الوطنيين الديمقراطيين التركمان في العراق عام 1980، والحزب الوطني التركماني عام 1988، والجبهة التركمانية عام 1995، وكذلك ساهم في إنشاء وقف توركمن ايلي عام 1996، ولقد دخل العراق بعد الانتفاضية الشعبانية في عام 1991، حيث كان عضوا في اللجنة التنفيذية في الحزب الوطني التركماني ورئيسا للدائرة الاعلامية فيها، وبعد عام 2003 فضل العمل في مجال التنمية والمساعدات الإنسانية من خلال وقف توركمن ايلي، وشغل منصب نائب في البرلمان العراقي عن محافظة ديالى (شرق) خلال الدورة الثانية لمجلس النواب العراقي (2010-2014). وكما استطاع خلال الدورة البرلمانية تحقيق مهام كبيرة وأهداف بمنتهى الأهمية والدقة ومن اهمها تحضير وتقديم (قانون حقوق التركمان) والملفت أيضا انه خلال 4 سنوات اظهر مهارة عالية في التعامل مع الكتل والقيادات السياسية وبمهارته السياسية استطاع دعم صوت التركمان وإيصالهِ إلى الكثير من الأوساط السياسية العراقية والإقليمية.

## وفاته
توفى حسن اوزمن في مستشفى كركوك العام مساء الأربعاء 5 آب 2020، إثر تعرضهُ لسكتة قلبية.